# Linum esterhuysenae
Linum esterhuysenae är en linväxtart som beskrevs av C.M. Rogers. Linum esterhuysenae ingår i släktet linsläktet, och familjen linväxter. Inga underarter finns listade i Catalogue of Life.